# 151e escadrille de chasse polonaise
La 151e escadrille de chasse polonaise est une unité de l'armée de l'air polonaise de l'entre-deux-guerres.

## Historique
Elle est constituée le 9 octobre 1937 dans la base de Porubanek près de Wilno. Équipée d'une dizaine de PZL P.7a obsolètes et surexploités elle prend part à la campagne de Pologne au sein du Groupe opérationnel indépendant Narew (Samodzielna Grupa Operacyjna Narew). Le 11 septembre 1939 l'aspirant (podchorąży) Jerzy Pawlak endommage un Bf 109. Pendant les combats l'escadrille aura perdu 6 appareils. Les 4 avions restant sont évacués en Roumanie le 17 septembre 1939.